# Zaranka
Zaranka (biał. Заранка) – czasopismo dla dzieci wydawane w języku białoruskim (cyrylica) w Wilnie w latach 1927–1931.

## Historia
Czasopismo publikowało utwory autorstwa białoruskich pisarzy, wiersze dla dzieci, przekłady utworów, scenariusze dla teatru dziecięcego. Zachęcano też czytelników do spisywania i przesyłania na adres redakcji znanych im baśni i legend. W pierwszym numerze jego redaktorka i wydawca zapowiedziała, że pismo będzie przyjacielem, który odpowiada na pytania dzieci, niesie im rozrywkę oraz miłość do wszystkich istot żywych, miłość do ojczyzny – Białorusi, umiłowanie dobra i pracy. Pismo było czarno-białe, ale miało ilustrowaną okładkę i rysunki wewnątrz numeru. W latach 1927–1931 ukazało się 18 numerów. Pismo było miesięcznikiem, którego jeden numer kosztował 35 groszy, a roczna prenumerata 4 złote. W 1928 roku miało nakład 5 tysięcy egzemplarzy.

## Redaktorzy
Redaktorem i wydawcą pisma była Zośka Wieras. Autorem szaty graficznej pisma był m.in. Józef Horyd. Pod pseudonimem „Młody Dziadek” publikował swoje utwory znany białoruski poeta i prozaik Siergiej Nowik-Piajun. To właśnie do niego swoje listy pisały dzieci. Także w 1927 roku w „Zarance” zadebiutował pisarz Michaś Maszara. Poetka Natalla Arsienniewa przesyłała swoje utwory z Chełmna. Redakcja pisma mieściła się w Wilnie w Pałacu Radziwiłów przy ul. Wileńskiej 41.